# ミシェル・コレット
ミシェル・コレット（Michel Corrette, 1707年4月10日 - 1795年1月21日）は、フランスのオルガニスト、作曲家、音楽教則本の著者。

## 生涯
コレットは、ノルマンディーのルーアンに生まれた。父親のガスパール・コレットはオルガニストで作曲家だった。1737年頃から1780年まで、パリのイエズス会の大学でオルガニストを勤めた。1773年以前にイングランドに旅したことも知られている。1780年、アングレーム公爵にオルガニストとして仕え、15年後、87歳でパリで死んだ。

## 音楽
コレットは多作であった。彼が作曲した、舞台のためのバレエ音楽とディヴェルティメントの中には、『Arlequin（アルルカン）』『Armide（アルミード）』『le Jugement de Midas（ミダスの審判）』『les Âges（時代）』『Nina（ニナ）』『Persée（ペルセウス）』といったものがある。オルガン協奏曲など多くの協奏曲を作ったが、その中でも特筆すべきは25曲のコミック協奏曲である。それ以外にも、ソナタ、歌曲、室内楽器楽曲、クラヴサンのための小品、カンタータ、宗教声楽作品などがある。
『The Grove Concise Dictionary of Music』にコレットの項目があるが、「彼の音楽のほとんどは安っぽく取るに足らず、彼の作品の多くは通俗的なメロディが使われている」と評価が低い。
「これまでにどうにか聞くことができた、18世紀フランスのオルガニスト/教育者/著者のミシェル・コレットの少数の作品からは、どうにも冴えない印象しか受けない」と、ジョン・グリーンもClassicsToday.comに書いている。「彼の音楽はオリジナリティばかりでなく、インスピレーションさえも欠如しがちである。元にしようと借りてきた素材を超えることはほとんどない」。

## 教育
オルガンの演奏や作曲の他に、コレットは演奏会を運営し、音楽を教えた。彼は20に近いさまざまな楽器（ヴァイオリン、チェロ、コントラバス、フルート、リコーダー、バソン、クラヴサン、ハープ、マンドリン、声楽などなど）のための音楽教則本を書いた。タイトルは、『Art de se perfectionner sur le violon（ヴァイオリンを完璧に弾きこなすための技術）』とか、『L'Ecole d'Orphée （オルフェウスの学校）』といったようなもので、フランスとイタリアのスタイルを書いたヴァイオリンの専門書である。そうしたコレットの教育の仕事は価値がある。なぜなら、それらは「現代の演奏技術に明晰な洞察を与える」からである。

## 著作（教本）
- オルフェの学校：フランス風・イタリア風趣向によるヴァイオリンの教本(L'École d’Orphée: Méthode de violon dans le goût Français et Italien, 1738; 2e éd. 1779 紛失).
- フルートの教本(Méthode de flûte, 1740, retir. 1753, rééd. 1773).
- チェロの教本(Méthode de violoncelle, 1741, 1783).
- 5弦と6弦のパルドゥシュ・ド・ヴィオールの教本：レッスン1部・2部付き(Méthode de par-dessus de viole à 5 et à 6 cordes avec des Leçons à I. et II. Parties, 1748).　日本語訳：ミシェル･コレット『パルドゥシュ・ド・ヴィオール教本』ムジカ・アンティクア湘南 2009.
- パルナスの楽しみ：クラヴサン奏法習得のための短く易しい教本(Les Amusemens du Parnasse: Méthode courte et facile pour apprendre à toucher le clavecin, 1749, 1779).
- クラヴサン伴奏の達人(Le Maître de clavecin pour l’accompagnement, 1753, c. 1775, 1790).
- 伴奏レッスンのための模範例(Prototipes contenant des leçons d’Accompagnement par demandes et par réponses, 1754, 1762, 1775).
- 歌唱の完璧な達人：歌唱ソルフェージュの教本(Le Parfait Maître à chanter: Méthode de solfège chanté), 1758, 1782).
- アポロンの贈り物：楽譜と運指図解によるギターの教本(Les Dons d’Apollon:  méthode de guitare par musique et tablature, 1762).
- マンドリンの新教本(Nouvelle méthode de mandoline, et tablature du cistre, 1772).
- 3弦・4弦・5弦のコントラバスの教本(Méthodes de contre-basse à 3, à 4, à 5 cordes, de la quinte ou alto et de la viole d’Orphée, 1773).
- ハープの教本(Méthode de harpe, 1774), 紛失。
- オーボエとファゴットの音階(La Gamme du hautbois et du basson, 1776), 紛失。
- ヴィオラの教本(Méthode de quinte ou alto, 1785), 紛失。
- ヴァイオリン上達の方法(L’Art de se perfectionner dans le violon, 1782).
- 美しいヴィエル奏者：ヴィエル（ハーディガーディ、手回し琴）の教本(La Belle Vielleuse: Méthode de vielle, 1783, c.1825).
- 優雅な羊飼い：リコーダーの教本(Le Berger Galant: Méthode de flûte à bec, 1784), 紛失。